# Anita Weiß
Anita Weiß, z domu Barkusky, po mężu Kehl oraz Marg (ur. 16 lipca 1955 w Burow) – niemiecka lekkoatletka, biegaczka średniodystansowa i płotkarka. W czasie swojej kariery startowała w barwach Niemieckiej Republiki Demokratycznej.
Zwyciężyła w biegu na 800 metrów i w sztafecie 4 × 400 metrów na mistrzostwach Europy juniorów w 1973 w Duisburgu. Odpadła w eliminacjach biegu na 800 metrów na  halowych mistrzostwach Europy w 1974 w Göteborgu.
Zwyciężyła w biegu na 800 metrów, wyprzedzając Sarmīte Štūlę ze Związku Radzieckiego i Rosicę Pechliwanową z Bułgarii na halowych mistrzostwach Europy w 1975 w Katowicach. Na igrzyskach olimpijskich w 1976 w Montrealu zajęła 4. miejsce w tej konkurencji, mimo że jej wynik (1:55,74) był lepszy od dotychczasowego rekordu świata.
6 sierpnia 1976 w Karl-Marx-Stadt ustanowiła rekord świata w sztafecie 4 × 800 metrów wynikiem 7:54,2 (sztafeta NRD biegła w składzie: Elfi Zinn, Gunhild Hoffmeister, Weiß i Ulrike Klapezynski).
Weiß zajęła 6. miejsca w  biegu na 800 metrów i biegu na 400 metrów przez płotki na mistrzostwach Europy w 1978 w Pradze.
Zdobyła srebrny medal w biegu na 800 metrów na halowych mistrzostwach Europy w 1979 w Wiedniu, przegrywając jedynie z Nikoliną Szterewą z Bułgarii, a wyprzedzając Fițę Lovin z Rumunii. Zajęła 3. miejsca w biegu na 800 metrów w finale Pucharu Europy w 1979 w Turynie, a następnie w Pucharze Świata w 1979 w Montrealu.
Anita Weiß była mistrzynią NRD w biegu na 800 metrów w 1978 i 1979 oraz brązową medalistką na tym dystansie w 1980, mistrzynią w biegu na 400 metrów przez płotki w 1978, a w sztafecie 4 × 400 metrów mistrzynią w 1974, wicemistrzynią w 1970, 1972 i 1975 oraz brązową medalistką w 1971. W hali była mistrzynią NRD w biegu na 800 metrów w 1975 i 1979, wicemistrzynią w tej konkurencji w 1974 oraz brązową medalistką w 1972 i 1976.
Trzykrotnie poprawiała rekord NRD w biegu na 800 metrów do rezultatu 1:56,53, osiągniętego 24 lipca 1976 w Montrealu (straciła go dwa dni później na rzecz Elfi Zinn).
Rekordy życiowe Weiß:
- bieg na 400 metrów – 51,72 (25 sierpnia 1978, Poczdam)
- bieg na 800 metrów – 1:55,74 (26 lipca 1976, Montreal)
- bieg na 1000 metrów – 2:31,74 (13 lipca 1980, Poczdam)
- bieg na 1500 metrów – 4:07,1 (28 maja 1978, Erfurt)
- bieg na 400 metrów przez płotki – 55,63 (2 września 1978, Praga)